# Simon Mignolet
Simon Mignolet (Sint-Truiden, 1988. március 6. –) belga profi labdarúgó, kapus, aki jelenleg[mikor?] a válogatottban és a Brugge csapatában véd.
Profi karrierjét egy másodosztályú belga csapatnál, a K Sint-Truidense VV-nél kezdte meg 2004-ben. Itt 100 hivatalos meccset játszott és 2010-ben a Premier League-ben szereplő Sunderland igazolta le 2 millió euróért. A Sunderland kapuját mintegy 90 meccsen át védte, majd 2013 júniusában a Liverpool szerezte meg játékjogát 9 millió euróért.
Mignolet képviselte a belga válogatottat szinte minden 16 éven aluli versenyen. 2011-ben debütált a felnőtt válogatottban, és azóta tizenkétszer szerepelt a saját nemzete színeiben.

## Pályafutása

### K Sint-Truidense VV
Mignolet Sint-Truidenben, Belgiumban született. Itt csatlakozott a helyi csapathoz, a másodosztályban szereplő K Sint-Truidense VV-hez, 2004-ben, ahol csak 2006-ban kezdett el hivatalosan védeni, 18 mérkőzésen. 2009-ben 29 mérkőzésen szerepelt, és megkapott egy tizenegyest, amelynek berúgásával a csapat megnyerte a másodosztályt. A következő évben remek védéseivel elérte, hogy csapata az első osztályban is bent maradjon. Ennek elismeréseképpen a csapat nevezte őt az év belga kapusa címere is, amelyet a végén el is nyert.

### Sunderland
2010. június 17-én-én aláírt a Premier League-ben szereplő Sunderland AFC-hez öt évre. A fiatal játékost olyan csapatok is el akarták vinni, mint a PSV, a Twente és az olasz Udinese.
Mignolet a Sunderlanddel a Birmingham City ellen debütált és 2–2-s döntetlen ért el 2010. augusztus 15-én. A következő hazai pályás mérkőzésen 1–0-s győzelmet értek el a Manchester City ellen. Mignolet másik szép eredménye 2010-ben az Arsenal ellen volt, amikor egy szögletnél előreküldte Darren Bentet, és persze ő is előre ment, hogy egyenlítsen a 95. percben. Craig Gordon, a Sunderland akkori edzője azonban ezt helytelennek találta, hiszen a kapu üresen maradt, így egy kontrával biztos elveszítették volna a meccset, ezért leváltotta Mignolet-t néhány héttel később. A kapus a következő szezonban bebetonozta pozícióját, mint a csapat első számú hálóőre, viszont az orrsérülése miatt, amikor az Aston Villa ellen játszottak, le kellett cserélni, és helyette Keiren Westwood, a csapat másodkapusa szerepelt tovább.
Mignolet szerepelt minden mérkőzésen a sérülését követő évben, miközben a Manchester City és az angol kapus, Joe Hart dicsérni Mignolet-t 2012 decemberében, hogy a la liga eddigi legjobb kapusa. 2013. június 26-án bejelentették,hogy aláírt a szintén Premier Leagueben szereplő Liverpoolhoz,körülbelül 9 millió £-ért.

### Liverpool
2013. június 25-én aláírt a szintén angol első osztályú Liverpoolhoz öt évre, 9 millió £-ért. Brendan Rodgers vezetőedző szerint egyike a legjobb kapusoknak a bajnokságban. Első mérkőzését a csapat színeiben a Preston North End elleni 4–0-s győztes felkészülési meccsen játszotta 2013. július 13-án. Első tétmérkőzésén augusztus 17-én a Stoke City elleni 1–0-ra megnyert bajnoki nyitómérkőzésen a 88. percben Jonathan Walters büntetőjét hárította, majd a kipattanóból lövő Kenwyne Jones lövését is bravúrral védte.
Majd egy újabb tizenegyest hárított az Aston Villa ellen és ezzel a védéssel a Liverpool megszerezte a második győzelmét az évben ( a mérkőzés végeredménye 1-0 a Liverpool javára).

### Brugge
2019. augusztus 5-én aláírt a belga Brugge együtteséhez.

## Statisztikája

### Klub
2020. augusztus 8-án lett frissítve.
| Klub             | Szezon           | Liga            | Liga  | Kupa            | Kupa  | Ligakupa        | Ligakupa | Európai         | Európai | Összesen        | Összesen |
| Klub             | Szezon           | Pályára lépések | Gólok | Pályára lépések | Gólok | Pályára lépések | Gólok    | Pályára lépések | Gólok   | Pályára lépések | Gólok    |
| ---------------- | ---------------- | --------------- | ----- | --------------- | ----- | --------------- | -------- | --------------- | ------- | --------------- | -------- |
| Sint-Truiden     | 2006–2007        | 19              | 0     | 0               | 0     | 0               | 0        | —               | —       | 19              | 0        |
| Sint-Truiden     | 2007–2008        | 24              | 0     | 1               | 0     | 0               | 0        | —               | —       | 25              | 0        |
| Sint-Truiden     | 2008–2009        | 29              | 1     | 2               | 0     | 0               | 0        | —               | —       | 31              | 1        |
| Sint-Truiden     | 2009–2010        | 28              | 0     | 1               | 0     | 0               | 0        | —               | —       | 29              | 0        |
| Sint-Truiden     | összesen         | 100             | 1     | 4               | 0     | 0               | 0        | —               | —       | 104             | 1        |
| Sunderland       | 2010–2011        | 23              | 0     | 1               | 0     | 2               | 0        | —               | —       | 26              | 0        |
| Sunderland       | 2011–2012        | 29              | 0     | 6               | 0     | 0               | 0        | —               | —       | 35              | 0        |
| Sunderland       | 2012–2013        | 38              | 0     | 2               | 0     | 0               | 0        | —               | —       | 40              | 0        |
| Sunderland       | összesen         | 90              | 0     | 9               | 0     | 2               | 0        | —               | —       | 101             | 0        |
| Liverpool        | 2013–2014        | 38              | 0     | 0               | 0     | 2               | 0        | —               | —       | 40              | 0        |
| Liverpool        | 2014–2015        | 36              | 0     | 7               | 0     | 3               | 0        | 8               | 0       | 54              | 0        |
| Liverpool        | 2015–2016        | 34              | 0     | 3               | 0     | 3               | 0        | 15              | 0       | 55              | 0        |
| Liverpool        | 2016–2017        | 28              | 0     | 0               | 0     | 3               | 0        | —               | —       | 31              | 0        |
| Liverpool        | 2017–2018        | 19              | 0     | 1               | 0     | 0               | 0        | 2               | 0       | 22              | 0        |
| Liverpool        | 2018–2019        | 0               | 0     | 1               | 0     | 1               | 0        | 0               | 0       | 2               | 0        |
| Liverpool        | összesen         | 155             | 0     | 12              | 0     | 12              | 0        | 25              | 0       | 204             | 0        |
| Brugge           | 2019–2020        | 27              | 0     | 5               | 0     | —               | —        | 12              | 0       | 44              | 0        |
| Brugge           | 2020–2021        | 1               | 0     | 0               | 0     | —               | —        | 0               | 0       | 1               | 0        |
| Brugge           | összesen         | 28              | 0     | 5               | 0     | 0               | 0        | 12              | 0       | 45              | 0        |
| Karrier összesen | Karrier összesen | 372             | 1     | 30              | 0     | 14              | 0        | 37              | 0       | 454             | 1        |

### A válogatottban
2019. november 19-én lett frissítve.
| Nemzet   | Év       | Pályára lépések | Gólok |
| -------- | -------- | --------------- | ----- |
| Belgium  |          |                 |       |
| 2011     | 8        | 0               |       |
| 2012     | 3        | 0               |       |
| 2013     | 3        | 0               |       |
| 2014     | 0        | 0               |       |
| 2015     | 3        | 0               |       |
| 2016     | 1        | 0               |       |
| 2017     | 2        | 0               |       |
| 2018     | 2        | 0               |       |
| 2019     | 1        | 0               |       |
| összesen | összesen | 23              | 0     |